# ورقة 1 دولار أسترالي
طرحت ورقة 1 دولار أسترالي في عام 1966 لتحل محل ورقة 10 شلن النقدية، ثم سحبت عام 1984. طبع ما يقرب من 1.7 مليار ورقة 1 دولار أسترالي.

## الطباعة
أثناء إصدار الورقة بين إصدار وعام 1974 كانت المطبوع على الورقة اسم الدولة كومنولث أستراليا، وقد طبع منها ما لا يقل عن 680,000,000 ورقة نقدية في هذه الفترة الزمنية. بعد عام 1974 وحتى طرح عملة الدولار في عام 1984 كان اسم الدولة أستراليا كتعريف للبلد، طبع منها حوالي 1,020,000,000 ورقة نقدية بعد عام 1974.

## التصميم
صمم جوردون أندروز ورقة 1 دولار وقبل التصميم في أبريل 1964. على وجه الورقة الملكة إليزابيث الثانية وهي ترتدي رداء فرسان الرباط وشعار أستراليا أخذت من صورة التقطها دوجلاس جلاس.
على ظهر الورقة أشكال الفن المعاصر للسكان الأصليين لديفيد مالانجي. يصور العمل الفني العيد الجنائزي لغونميرينغو أحد أسلاف الفنان. يعزو شعب Manharrngu هذه القصة إلى طقوسهم الجنائزية. استخدم التصميم دون علم الفنان ولكن عوض ماليًا وحصل على ميدالية لاحقًا بعد تدخل محافظ البنك الاحتياطي إتش س. كومبز. أدى تعويض البنك الاحتياطي إلى لديفيد مالانجي إلى بدء مطالبات الأستراليون الأصليون بحقوق الطبع والنشر.
وعلى الظهر أيضًا مجموعة مختارة من الفن الصخري. على سبيل المثال، مجموعة الأربعة شخصيات في الزاوية اليمنى العليا مأخوذة من نقش صخري عثر عليه في جبل إنجالاك، الواقع بالقرب من جونبالانيا في أرض أرنهيم في الإقليم الشمالي لأستراليا.

## السحب
استبدلت ورقة 1 دولار بالعملة المعدنية الحالية في 13 مايو 1984 (الاثنين) نظرًا لطول عمر العملات المعدنية مما يؤدي اخفاض تكلفتها. لا يزال من الممكن استخدام هذه الورقة بقيمتها الاسمية، لكن هواة العملات وجامعي الأوراق النقدية قد يدفعون سعرًا أعلى لهذه الأوراق النقدية اعتمادًا على العمر والحالة.